# Giáo phận Banská Bystrica
Giáo phận Banská Bystrica (tiếng Slovak: Banskobystrická diecéza, tiếng Latinh: Dioecesis Neosoliensis) là một giáo phận của Giáo hội Công giáo Rôma tại Slovakia.
Tòa giám mục của Giáo phận Banská Bystrica được đặt ở ở Banská Bystrica. Ngày 20 tháng 11 năm 2012, theo thông cáo báo chí từ Tòa Thánh, Văn phòng báo chí của Vatican (VIS), Giáo hoàng Biển Đức XVI bổ nhiệm Giám mục phụ tá Marián Chovanec Giáo Phận Nitra (Tòa giám mục tại Nitra, Slovakia) làm Giám mục chính tòa của Massita. 
Giám mục Marián Chovanec sinh ngày 16 tháng 9 năm 1957 tại Trenčin, Slovakia, thuộc Giáo phận Nitra. Ông bị trục xuất khỏi Chủng viện ở Bratislava, Slovakia vì từ chối hợp tác với Hiệp hội "Pacem in Terris" (Hòa bình trên Trái đất) do Chính phủ hậu thuẫn. Sau đó ông phải đi làm thuê. Sau bảy năm, ông đã hoàn thành việc hóc và nghiên cứu về thần học của mình và được thụ phong linh mục vào năm 1989. Ông trở thành Giám mục Phụ tá của Nitra vào năm 1999 và Tổng Đại diện vào năm 2003 và đang là thành viên của Hội đồng Giám mục Slovakia. 